# Backa (region Dalarna)
Backa – Småort (miejscowość) w Szwecji, w regionie Dalarna, w gminie Hedemora.
W miejscowości tej przecinają się szwedzkie drogi krajowe nr 69 i 70.
Do 2009 roku znajdowała się tam sześcioklasowa szkoła podstawowa.